# Cyclanorbis
Cyclanorbis Gray, 1852 è un genere della famiglia dei Trionichidi. Comprende due specie di tartarughe diffuse nell'Africa subsahariana, specialmente in quella orientale, in corsi d'acqua a corso lento poco profondi:
- Cyclanorbis elegans (Gray, 1869) - tartaruga alata della Nubia;
- Cyclanorbis senegalensis (Duméril e Bibron, 1835) - tartaruga alata del Senegal.

Entrambe le specie sono piuttosto grandi; il loro carapace (che misura 50-60 cm) è quasi piatto ed è a forma di cupola e la testa è piccola e appuntita. Sono fortemente legate all'acqua, come si intuisce dal carapace appiattito e dai piedi palmati.